# Google Voice
Google Voice – serwis telekomunikacyjny firmy Google założonym 11 marca 2009 roku. W październiku 2009 roku FCC wydała raport, iż Google Voice posiada 1,4 miliona użytkowników; 570 tysięcy, którzy używali serwisu 7 dni w tygodniu. Obecnie Google nie ogłasza tych statystyk, ale przyjmuje się, że liczba jego użytkowników liczy wiele milionów.
Usługę można konfigurować oraz nią zarządzać przy użyciu aplikacji webowej, zrealizowanej w podobnym stylu, co serwis e-mailowy Gmail, lub przy użyciu aplikacji Android lub iOS. Google Voice oferuje obecnie darmowe rozmowy między komputerami (opcjonalnie również połączenia wideo) na cały świat. Dodano również darmowe rozmowy z komputera do telefonu stacjonarnego w Ameryce Północnej (ta usługa pozostanie najprawdopodobniej bezpłatna do końca 2011 roku). Usługa Google Voice nie jest dostępna w Polsce, mimo że 3 sierpnia 2011 roku po zalogowaniu do usługi Gmail w Polsce pojawiło się okienko z informacją na temat połączeń Google Voice. Jednak ta informacja dotyczyła jedynie wprowadzenia połączeń na Polskie telefony w stawce 0,02 € za minutę połączenia na stacjonarny i 0,08 € za minutę połączenia na komórkowy dla dotychczasowych użytkowników usługi.
Użytkownicy Google Voice w Stanach Zjednoczonych za niewielką opłatą dzwonić na międzynarodowe numery. Dla połączeń przychodzących użytkownicy muszą posiadać numer telefonu aktywowany w Google Voice. Użytkownik może odpowiedzieć na każde połączenie. Serwis pozwala dzwonić na wszystkie numery wybierane przez użytkownika, wolne od opłaty są tylko połączenia do każdego konta w Stanach Zjednoczonych.